# Jonas Gečas
Jonas Gečas (* 29. März 1953 in Teneniai, Rajongemeinde Šilalė) ist ein litauischer Offizier und Diplomat.

## Leben
Von 1971 bis 1975 und von 1978 bis 1980 arbeitete er als Lehrer. 1980 absolvierte er das Diplomstudium der Geografie am Vilniaus pedagoginis institutas. Von 1981 bis 1985 arbeitete er im Bildungsministerium Litauens. 1992 wurde er Oberst. Von 1991 bis 1994 war er stellv. Verteidigungsminister Litauens und von 1996 bis 1999 Militärattaché in  Norwegen.

## Quelle
1. ↑  Visuotinė lietuvių enciklopedija. VI tomas, S. 30. Jonas Gečas (1953)

| Personendaten    | Personendaten                     |
| ---------------- | --------------------------------- |
| NAME             | Gečas, Jonas                      |
| KURZBESCHREIBUNG | litauischer Diplomat und Offizier |
| GEBURTSDATUM     | 29. März 1953                     |
| GEBURTSORT       | Teneniai, Rajongemeinde Šilalė    |